# Diamant triangulaire allongé
Pour les articles homonymes, voir Diamant (homonymie) et J14.
Le diamant triangulaire allongé est une figure géométrique faisant partie des solides de Johnson (J14). 
Comme son nom le suggère, il peut être obtenu en allongeant un diamant triangulaire (J12) par insertion d'un prisme triangle entre ses 2 moitiés isométriques.
Les 92 solides de Johnson furent nommés et décrits par Norman Johnson en 1966.